# جيمس ماديسون (قسيس)
جيمس ماديسون (بالإنجليزية: James Madison)‏ هو قسيس أمريكي، ولد في 27 أغسطس 1749 في بورت ريبابليك في الولايات المتحدة، وتوفي في 6 مارس 1812.